# Auguste Lestourgie
Marie Casimir Auguste Lestourgie (né le 12 novembre 1833 à Argentat en Corrèze - mort le 10 mai 1885 dans la même ville) est un  homme politique français.

## Biographie
Fils d'un médecin et maire d'Argentat depuis 1858, il est élu député de la Corrèze en février 1871 ; il sera battu aux élections législatives de 1876 et de 1877. Il se range à droite de l'Assemblée. Il a été nommé chevalier de l'ordre de Saint Grégoire le Grand par Pie IX en 1869. 
C'est sous son mandat de maire, que le quai maçonné sur les bords de la Dordogne a été construit et porte aujourd'hui son nom.
En outre, il est aussi poète et littérateur. Il est l'auteur de : "Près du clocher", de "Rimes limousines" éditées en 1864 à Paris  par Vivès.
 
Le recueil, dédié à M. de Laprade et intitulé Les Rimes limousines, dans lequel éclate à chaque page l'amour du sol natal, a été publié au profit de la reconstruction de l'église de Saint-Pierre d'Argentat.

## Distinctions
- Chevalier de l'ordre de Saint-Grégoire-le-Grand

## Sources
- « Auguste Lestourgie », dans Adolphe Robert et Gaston Cougny, Dictionnaire des parlementaires français, Edgar Bourloton, 1889-1891 [détail de l’édition]